# Вдовичине (Черкаський район)
Вдови́чине — село в Україні, у Черкаському районі Черкаської області, підпорядковане Чигиринській міській громаді. Населення становить 87 осіб.

## Розташування
Село Вдовичине межує з селами: Матвіївка — на заході, Чмирівка і Суботів — на півночі, Яничі — на південному сході та з селищем Бурякове — на півдні.

## Географія
Селом тече річка Лисянка, ліва притока річки Ірклею.

## Історія

Пам'ятник жертвам трагедії

Під час Другої світової війни 18 жовтня 1943 року село було спалено окупантами, а мешканців Вдовичиного живцем укинуто в колодязь на кутку Дяківка, де загинуло 405 осіб. У наш час на тому місці встановлений пам'ятник жертвам трагедії.
Хутір Вдовичине був безлюдним аж до 1944 року. Навесні 1944 року на хутір повернулися його вцілілі мешканці. Будували землянки, саджали городину. Розпочав свою роботу колгосп «Нове життя».